# Пруссия
Пру́ссия (нем. Preußen, прусск. Prūsija, лат. Borussia) — государство в Восточной и Центральной Европе в 1224—1947 годах (в 1224—1867 годах — независимое, в 1867—1919 годах — субъект федерации, королевство империи), административно-территориальная единица регионального уровня в 1919—1947 годах.
Название «Пруссия» происходит от экзонима пруссы — примерно так ещё античные авторы называли племена, исконно населявшие юго-восточное побережье Балтийского моря восточнее Вислы. Затем название использовалось для обозначения территории государства Тевтонского ордена, образованного на этих землях после их завоевания тевтонскими рыцарями в результате Крестовых походов.
В 1466 году по Второму Торуньскому мирному договору Тевтонский орден вынужден был признать себя вассалом польского короля. Некоторые сведения о повседневной жизни в орденских городах того времени можно получить из Поваренной книги Тевтонского ордена. По Торуньскому миру к Польше отошла западная часть владений ордена — Гданьское Поморье, земли Хелминьская и Михаловская, Меве, Мальборк, Эльблонг и княжество-епископство Вармия. Впоследствии эта часть владений Ордена стала называться польской или Королевской Пруссией. Орден, столицей которого после потери Мальборка (Мариенбурга) стал Кёнигсберг, признал себя вассалом польского короля.
Последний великий магистр Тевтонского ордена Альбрехт Бранденбургский (1490—1568) заступил на эту должность в 1511 году, Под влиянием идей Реформации Мартина Лютера он пожелал стать светским правителем и превратил Тевтонский Орден в 1525 году в герцогство Пруссия. Альбрехт подписал 8 апреля 1525 года в Кракове мирный договор с Польским королевством и 10 апреля 1525 года принес вассальную присягу королю Польши Сигизмунду как герцог Пруссии (1525—1568). После этого он выехал в прусскую столицу Кенигсберг и там 6 июля 1525 года одним из первых немецких князей объявил себя сторонником Реформации Лютера. Герцогство Пруссия стало лютеранским по вероисповеданию.
В герцогстве Пруссия установилась династия Гогенцоллернов, к которой принадлежал Альбрехт I. Его преемник Альбрехт II Фридрих (1568—1618) страдал слабоумием и поэтому Польша в 1577 году назначила собственных администраторов герцогства, которыми с 1603 года были курфюрсты Бранденбурга. После смерти Альбрехта II Фридриха в 1618 году курфюрсты Бранденбурга, которые тоже принадлежали к династии Гогенцоллернов, унаследовали титул прусских герцогов, однако Пруссия по-прежнему считалась вассалом Речи Посполитой.
Лишь в 1657 году, воспользовавшись тяжёлым положением Польши в войнах со Швецией, Русским царством и запорожскими казаками, Бранденбург добился подписания Велявско-Быдгощского трактата с Польшей, по которому герцогство Пруссия становилось независимым и примыкало к Бранденбургу. В 1701 году с провозглашением Королевства Пруссия состоялось окончательное объединение Пруссии и Бранденбурга. В 1701 Фридрих III провозгласил себя королём Пруссии, тем самым превратив прусское герцогство в королевство, название «Пруссия» постепенно распространилось и на все владения Гогенцоллернов как в границах Священной Римской империи, так и за её пределами, хотя формально относилось лишь к территории бывшего герцогства. Провозглашённое Королевство Пруссия не входило в Священную Римскую империю (именно этот факт и позволил Фридриху провозгласить себя королём Пруссии), однако другие территории, находящиеся под правлением прусского короля, входили в неё, то есть до 1806 года не являлись территориями Королевства Пруссия. Несмотря на это, политическим ядром нового королевства стало именно Бранденбургское княжество со столицей в Берлине, формально ликвидированное лишь в 1806 году с распадом Священной Римской империи. Даже резиденция прусских королей находилась в Берлине, лишь коронации происходили традиционно в Кёнигсберге. Поэтому со временем название «Королевство Пруссия» распространилось на все владения прусских королей, а территория собственно Прусского королевства (вместе с Вармией) стала известна как Восточная Пруссия и составляла одноимённую провинцию прусского государства. После объединения германских государств прусские короли заняли трон единой Германской империи. Пруссия как королевство просуществовала до конца 1918 года и затем вошла в состав Веймарской республики как Свободное государство Пруссия. С приходом национал-социалистов к власти и проводимой ими политики гляйхшальтунга де-факто автономия Пруссии в Третьем рейхе ещё в 1933 году утратила силу. Де-юре Пруссия как государственное образование была ликвидирована лишь 25 февраля 1947 года законом союзного Контрольного совета № 46, который окончательно упразднил «Государство Пруссия, его центральное правительство и все подчинённые ему органы власти», закончив тем самым самостоятельную историю прусского государства.

## История

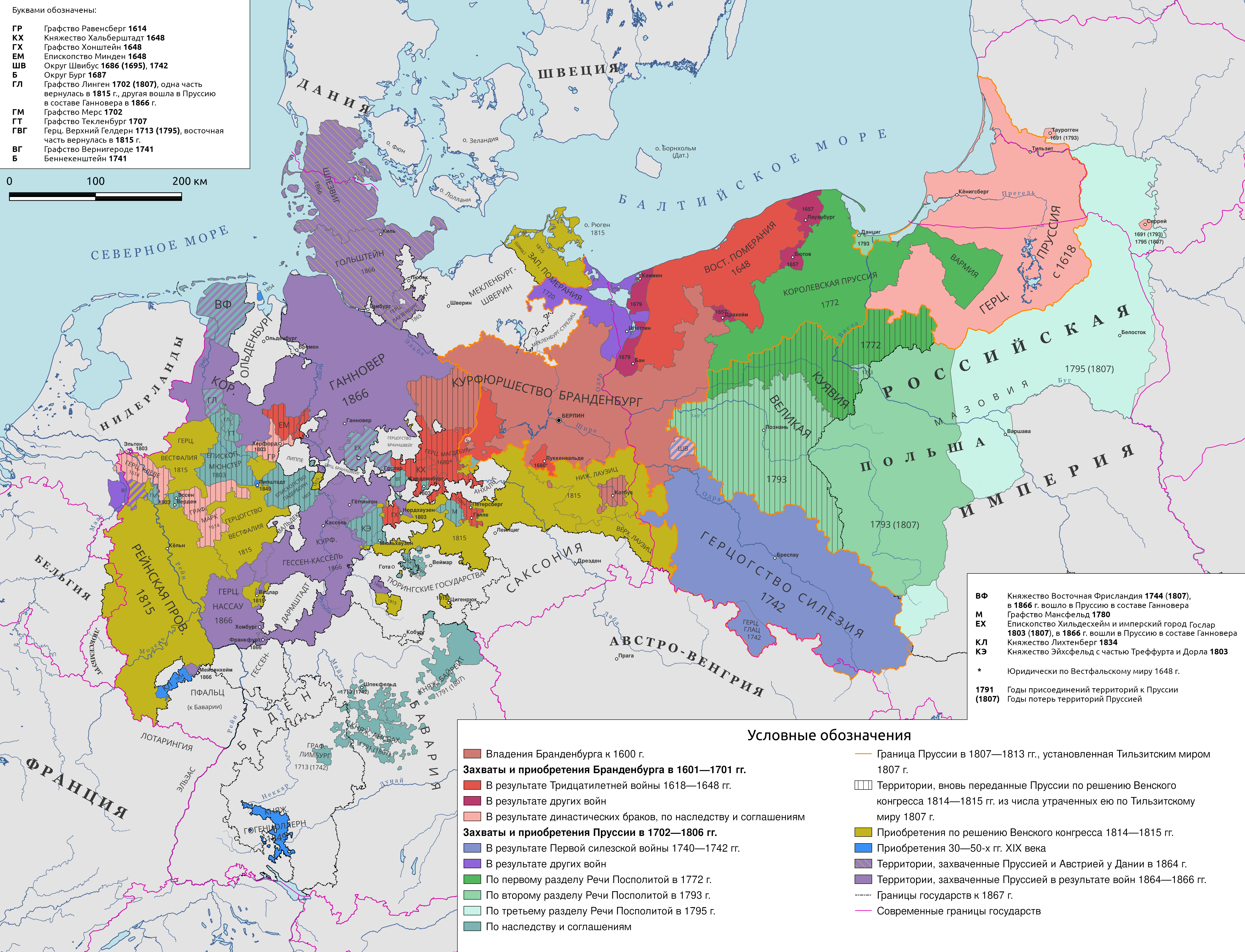
Динамика расширения Пруссии с 1600 по 1867 годы на фоне современных политических границ

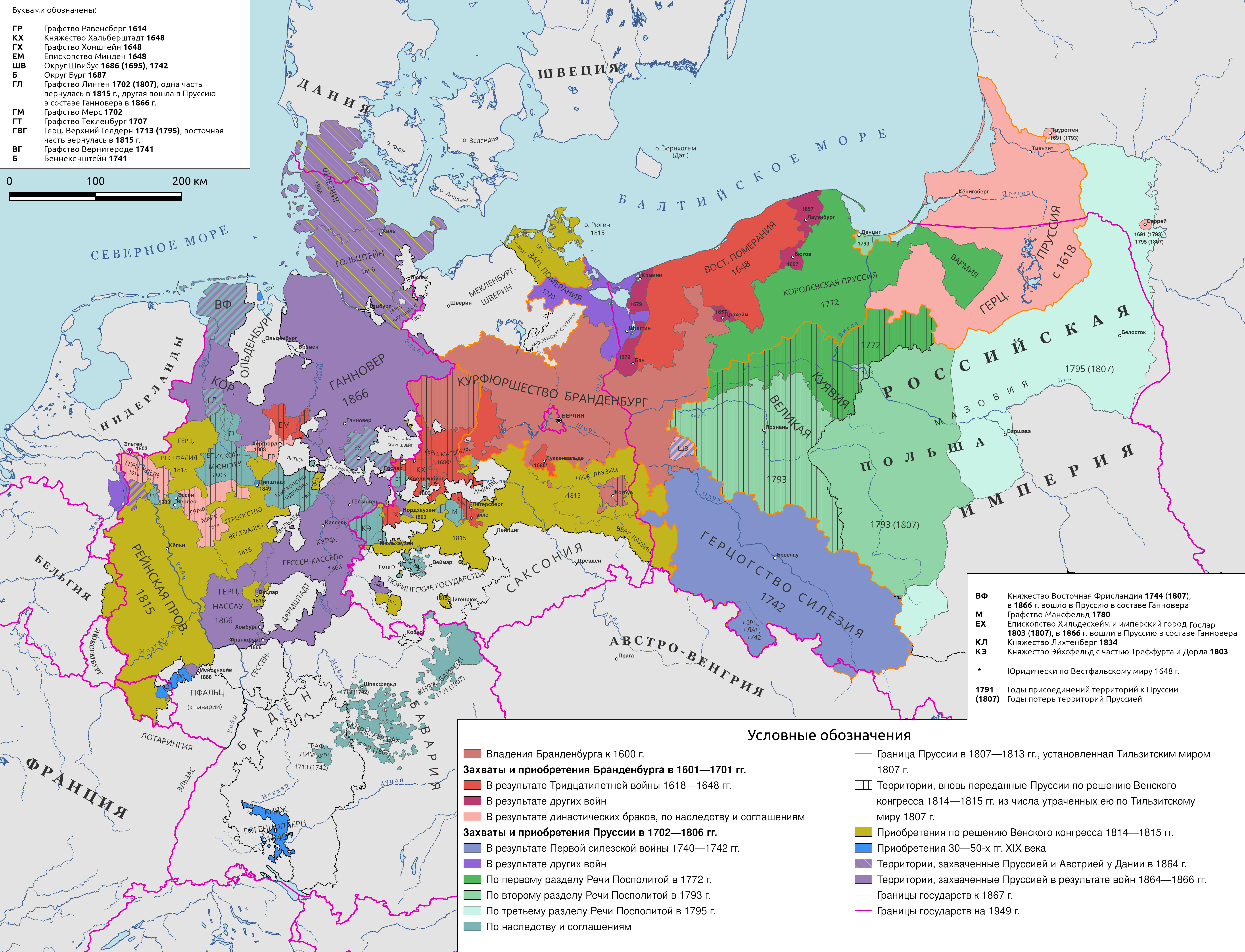
Динамика расширения Пруссии с 1600 по 1867 годы на фоне границ 1949 года

Провинции Пруссии на 1868 год на фоне границ 1949 года

### Ранняя история
До XIII века территорию Пруссии населяли пруссы. Они являлись одними из прямых преемников культуры западнобалтийских курганов (VI—I века до н. э.), располагавшейся на территориях Калининградской области, западной Литвы, северо-восточной Польши, северо-западной Белоруссии. Их выделение в отдельный народ из группы родственных племён балтов относят к V—VI векам. При этом характерные черты собственно прусской культуры прослеживаются с начала нашей эры. Первые поселения собственно пруссов возникли на побережье нынешнего Калининградского залива. Затем, вплоть до IX века, пруссы мигрировали на запад, к нижнему течению Вислы.

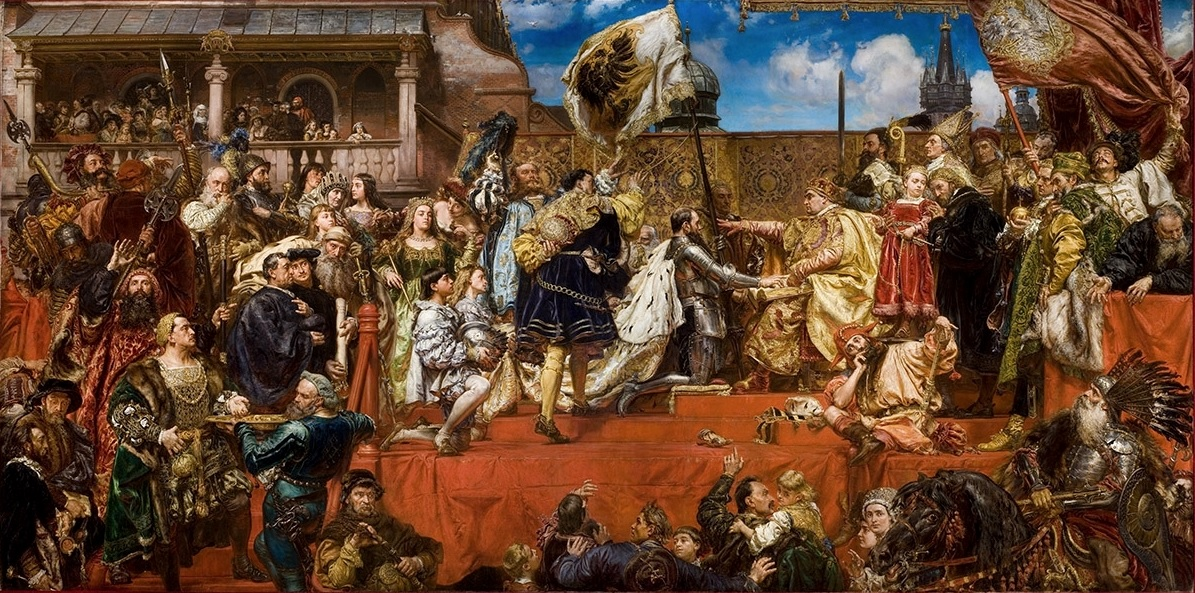
Ян Матейко. «Прусская дань»

В 1226 году польский князь Конрад I Мазовецкий попросил помощи у тевтонских рыцарей в борьбе против пруссов, обещав им владение городами Кульм и Дрохичин, а также сохранение за ними захваченных территорий. В 1232 году Тевтонские рыцари прибыли в Польшу. Покорение пруссов и ятвягов, начатое в 1233 году, завершилось в 1283 году; два больших восстания пруссов (1242—1249 и 1260—1274 гг.) были жестоко подавлены. В 1237 году к Тевтонскому ордену присоединились остатки Ордена меченосцев, потерпевшего незадолго до этого поражения от литовцев и земгалов. В результате этого объединения образовалось отделение Тевтонского ордена в Лифляндии и Курляндии — Ливонский орден. После подчинения Пруссии начались регулярные походы против языческой Литвы. В 1308—1309 годах Тевтонский орден захватил у Польши Восточное Поморье с Гданьском. В 1346 году датский король Вальдемар IV уступил ордену Эстляндию. В 1380—1398 годах орден подчинил Жемайтию (Жмудь), объединив таким образом свои владения в Пруссии и Ливонии, в 1398 году захватил остров Готланд, в 1402 году приобрёл Новую марку.
Угроза со стороны Тевтонского ордена привела к установлению династического союза между Польшей и Литвой (Кревская уния, 1385 г.). В Великой войне 1409—1411 годов Тевтонский орден потерпел поражение при Грюнвальде от объединённых сил Польши и Великого княжества Литовского. По Торуньскому миру (1411 г.) он, отказавшись от Жемайтии и польской Добжиньской земли, выплатил контрибуцию. С этого поражения начинается закат Ордена.
Потерпев поражение в Тринадцатилетней войне (1454—1466), Тевтонский орден лишился Гданьского Поморья, Торуня, Мариенбурга, Эльблонга, епископства Вармии и стал вассалом Польского королевства. Резиденция великого магистра была перенесена в Кёнигсберг. Ливонский орден фактически стал самостоятельным.

### Герцогство Пруссия (1525—1618)

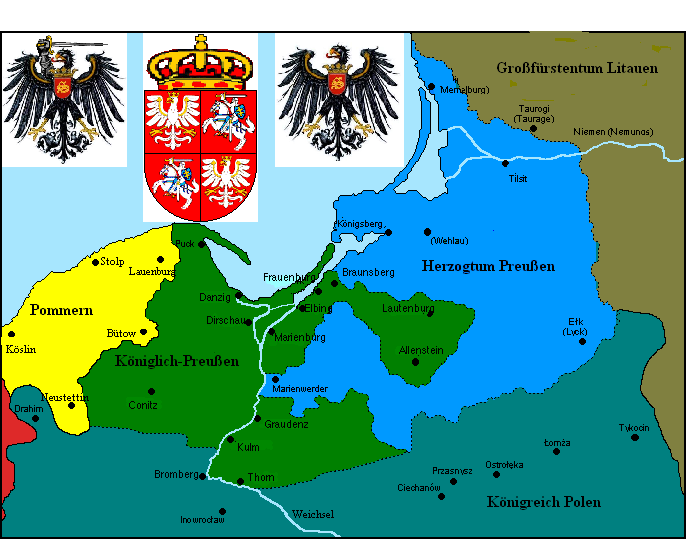
Территория Прусского герцогства (синий) и «королевской Пруссии» (зелёный) в 1525 году

В 1525 году Великий Магистр Тевтонского Ордена Альбрехт Бранденбургский, перейдя в протестантизм, по совету Мартина Лютера секуляризовал земли Тевтонского ордена в Пруссии, превратив их в светское герцогство, находящееся в ленной зависимости от Польши.
Альбрехт также реформировал всю государственную систему. Создавались новые правительственные учреждения. В 1544 году в Кёнигсберге образован университет, устроенный по образцу других немецких университетов. Реформы Альбрехта сыграли значительную роль в развитии Пруссии, способствовали её экономическому и культурному развитию. Умер Альбрехт 20 марта 1568 года на 78 году жизни в замке Тапиау (Гвардейск).
После его смерти ситуация в Пруссии вновь осложнилась. Его больной сын, Альбрехт Фредерик, практически не принимал участия в управлении герцогством. С 1578 года Пруссией стали управлять регенты из немецкой династии Гогенцоллернов. Так как у Альберта Фредерика не было сыновей, курфюрст Бранденбурга Иоахим Фридрих женил своего сына Иоанна Сигизмунда на Анне Прусской, дочери Альбрехта, в надежде установить династическое родство и после его смерти присоединить земли Пруссии к Бранденбургу. Так и случилось. В 1618 Альбрехт Фредерик умирает и прусское герцогство переходит курфюрсту Бранденбурга Иоанну Сигизмунду.
Часть земель государства Тевтонского ордена, вошедшая в состав Польши в 1466 году в результате Второго Торуньского мира, завершившего Тринадцатилетнюю войну между Орденом и Польшей. Королевская Пруссия пользовалась значительной автономией в составе Польши. В этот период продолжается ассимиляция пруссов, прусский язык вымирает.

### Личная уния с Бранденбургом (1618—1701)

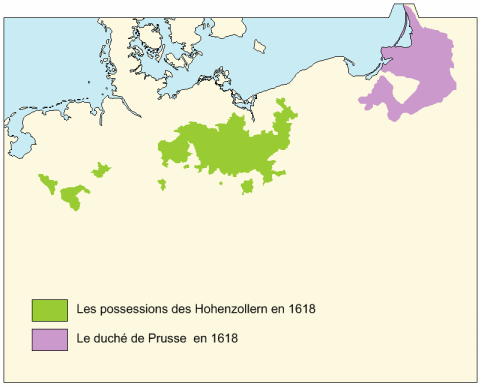
Курфюршество Бранденбург и герцогство Пруссия в 1618 году

Власть Бранденбургских курфюрстов в присоединённых землях Пруссии была довольно шаткой. Во-первых, Пруссия продолжала находиться в ленной зависимости от Польши, во-вторых, Польша сама хотела владеть этими территориями, мечтая присоединить Пруссию к коронным землям в виде воеводства. Бранденбург же в это время сильно страдал от начавшейся Тридцатилетней войны и не мог проводить активную политику по закреплению за собой новоприобретённых земель.
Значительное усиление Бранденбургско-Прусского государства произошло при правлении Фридриха Вильгельма I. Его политика благоприятствовала притоку иммигрантов в разрушенный войной Бранденбург и способствовала его быстрому восстановлению. С целью уничтожения ленной зависимости Пруссии от Польши и достижения её суверенитета курфюрст принял участие в шведско-польской войне 1655—1661 годов. Победа над поляками в трёхдневной битве под Варшавой, одержанная при помощи бранденбургских войск, значительно усилила позиции курфюрста. 20 ноября 1656 Карл Χ заключил с курфюрстом договор в Лабиау, по которому Фридрих-Вильгельм получал полный суверенитет в Пруссии. В соответствии с Велявско-Быдгощским трактатом 1657 этот суверенитет признаётся Речью Посполитой. Теперь на карте Европы появляется новое государство Бранденбург-Пруссия, которое благодаря усилиям Фридриха Вильгельма I значительно усиливается и обрастает новыми землями.

### Королевство Пруссия (1701—1918)
18 января 1701 года в Кёнигсберге сын Фридриха Вильгельма курфюрст Бранденбургский Фридрих III был коронован королём Пруссии под именем Фридриха I, при этом название Пруссия было присвоено всему Бранденбургско-Прусскому государству.
Хотя никакими особо важными для государства событиями правление Фридриха I отмечено не было, королевский титул правителя поднял международный престиж Пруссии.
После смерти в 1702 году бездетного Вильгельма III, короля английского, Фридрих I, в качестве ближайшего наследника его, принял титул принца Оранского и тотчас силой захватил графства Мёрс и Линген в Вестфалии, принадлежавшие к так называемому «Оранскому наследию»; а в 1707 году ему достались еще княжество Невшательское и графство Валанжин. В том же году он купил графство Текленбург, лежавшее по соседству с Лингеном.

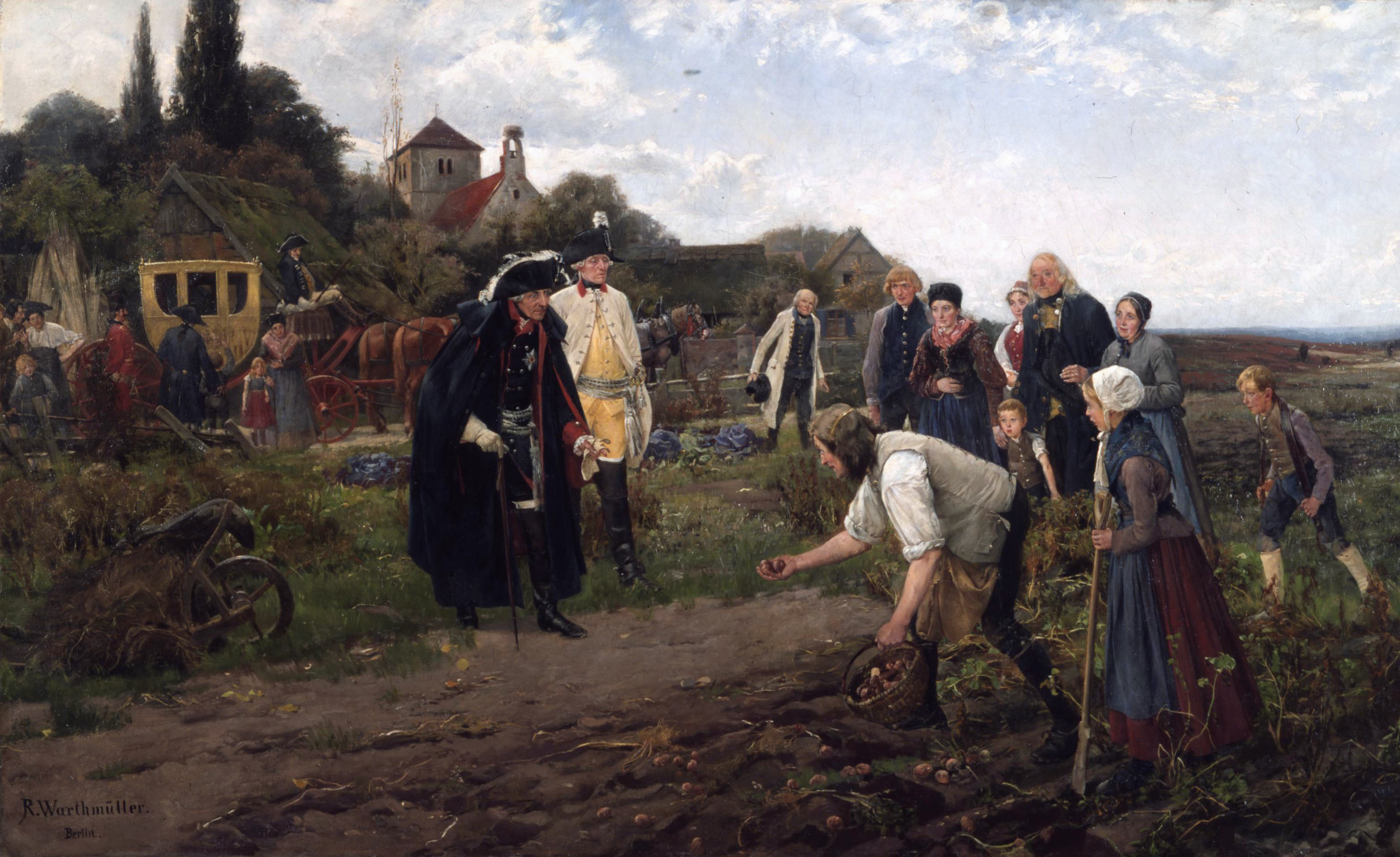
Король Фридрих II во время инспекционной поездки осматривает посадки картофеля

После смерти Фридриха I в 1713 году на прусский престол вступил Фридрих Вильгельм I, прозванный Королём-солдатом. Фридрих-Вильгельм I перестроил властные структуры больших городов, таких как Берлин, Кёнигсберг и Штеттин. Города получали назначенных королём штадт-президентов, одновременно становящихся председателями военно-доменных палат в данной провинции. Управление страной было строго централизовано, причем деятельность чиновников король подчинил строгому контролю и старался самым детальным образом регулировать их занятия. Во время его правления прусская армия стала сильнейшей армией в Европе.

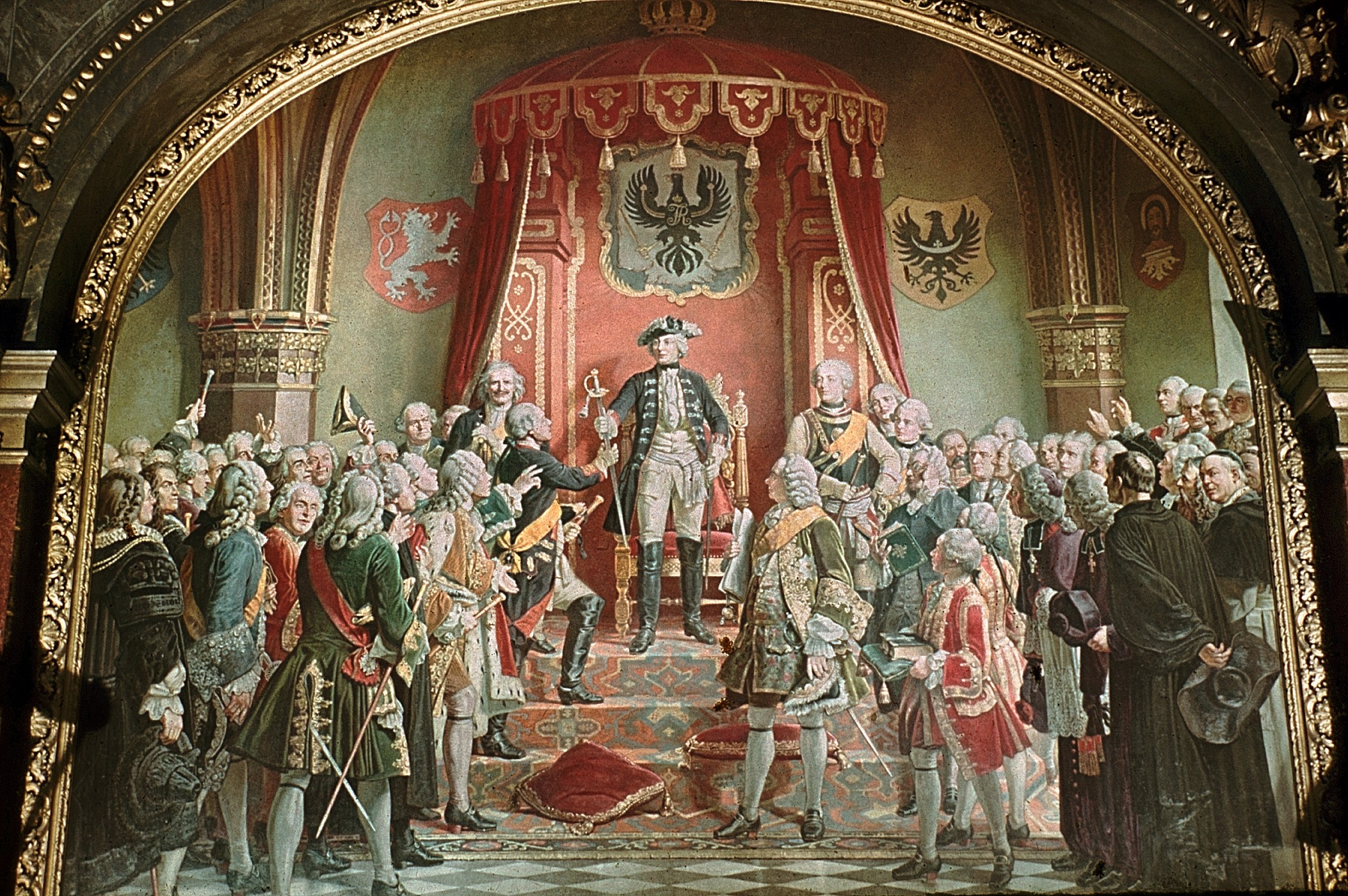
Сословное собрание Силезии присягает Фридриху II в 1741 году, картина Вильгельма Кампхаузена

С 1740 по 1786 годы королём Пруссии был Фридрих II Великий. В этот период Пруссия участвовала в многочисленных войнах. Уже в 1740 году начинается Война за австрийское наследство (1740—1748), в результате которой Пруссия захватила большую часть Силезии.
В 1756—1763 годах Пруссия участвовала в Семилетней войне, в которой одержала победу, понеся, однако, большие потери. В 1757 и 1759 годах Пруссия потерпела поражение от русских войск в битве при Гросс-Егерсдорфе и в Кунерсдорфском сражении. В итоге большинство прусских провинций были заняты либо русскими, либо австрийцами. Однако в 1762 году после смерти императрицы Елизаветы пришедший к власти Пётр III заключил с Фридрихом II перемирие и вернул земли, завоёванные русской армией. Вслед за Россией перемирие было заключено 22 мая 1762 года между Пруссией и Францией, а 24 ноября — между Пруссией и Австрией. По итогам войны Пруссия окончательно вошла в круг ведущих европейских держав.

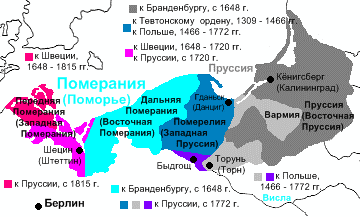
Померания, Западная и Восточная Пруссия

Последовавший в 1772 году первый раздел Речи Посполитой значительно увеличил территорию Пруссии и соединил восточные части государства с центральными.
Последняя война, в которой участвовала Пруссия во время правления Фридриха II, — Война за баварское наследство 1778—1779 годов. Пруссия одержала победу, однако не получила от войны никаких выгод.
Фридрих II скончался в 1786 году в Потсдаме, не оставив прямого наследника.
Его преемником стал его племянник Фридрих Вильгельм II. При нём система правления, созданная Фридрихом, стала разрушаться, и начался упадок Пруссии. При Фридрихе Вильгельме II во время Великой французской революции Пруссия вместе с Австрией составила ядро 1-й антифранцузской коалиции, однако после ряда поражений была вынуждена подписать сепаратный Базельский мир с Францией в 1795 году.
Благодаря второму и третьему разделам Речи Посполитой, территория Пруссии к 1795 году увеличилась более чем в полтора раза. Кроме того, бездетный маркграф ансбахский и байрейтский уступил Пруссии 2 декабря 1791 года свои владения, выговорив выплату себе содержания по 500000 гульденов в год до смерти.

#### Пруссия в 1797—1815 годах

Карта провинций Пруссии в 1806 году

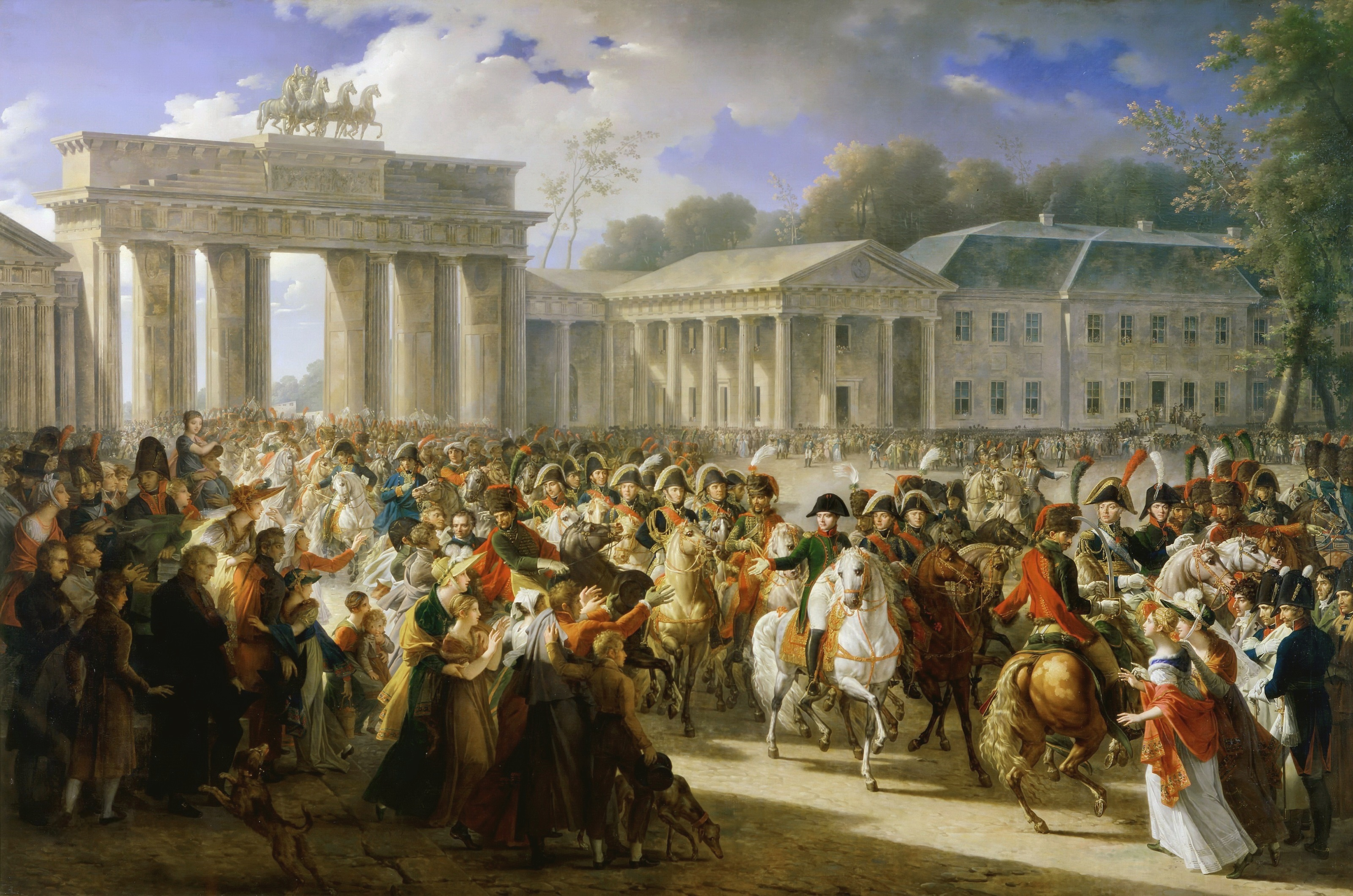
Шарль Мейнье «Наполеон въезжает в Берлин»

В 1797 году после смерти Фридриха Вильгельма II на престол вступил его сын, Фридрих Вильгельм III. Фридрих Вильгельм оказался слабым и нерешительным правителем. В наполеоновских войнах он долгое время не мог определиться, на чьей он стороне. Он обещал содействие Австрии, но ничего не предпринял после вторжения в эту страну Наполеона в 1805 году, надеясь приобрести от Франции взамен за нейтралитет Пруссии Ганновер и другие земли на севере. 1 октября 1806 года Пруссия предъявила Наполеону ультиматум, а уже 8 октября 1806 года Наполеон напал на Пруссию. В итоге прусская армия была разгромлена Наполеоном в битвах при Йене и Ауэрштедте. По Тильзитскому миру 1807 года Пруссия потеряла около половины своих территорий.
В эту эпоху сильнейшего унижения Пруссии в ней началась энергичная работа над внутренними преобразованиями. Реформы Штейна в 1807 году охватили все стороны государственной и общественной жизни. Он занялся реформой администрации и финансового хозяйства, в 1807 году было отменено крепостное право, через год введено новое городовое положение. В то же время Шарнхорст начал проводить военную реформу, давшую уже через несколько лет блестящие результаты. Деятельность Штейна вызвала опасения Наполеона, и он потребовал от Фридриха-Вильгельма III его удаления, что и последовало в 1808 году Но в 1810 году государственным канцлером был назначен Гарденсберг, который успешно продолжал дело реформ.
Во внешних делах Пруссия должна была вполне подчиняться политике Наполеона и принять участие в походе 1812 года против России. Но когда Наполеон бежал из России, то прусский генерал Йорк заключил Таурогенскую конвенцию о перемирии с российским генералом Дибичем. Сначала Фридрих-Вильгельм III был сильно напуган самовольным поступком Йорка, опасаясь мести Наполеона; но вскоре тайно сам вступил в переговоры с Россией. Наконец, в Калише был заключен, в феврале 1813 года союз, который гарантировал Пруссии со стороны России восстановление ее в том объеме, какой она имела до 1806 года. 16 марта 1813 года Фридрих-Вильгельм III объявил Наполеону войну, и энтузиазм охватил Пруссию, желавшую поскорее свергнуть французское иго. Началась Освободительная война. В январе 1813 года Пруссия освобождена от наполеоновских войск. По итогам Венского конгресса 1814—1815 годов Пруссии были переданы Рейнская Пруссия, Вестфалия, Познань и часть Саксонии. Кроме того, Пруссия заключила в Вене целый ряд договоров с различными немецкими государствами с целью обмена некоторых своих земель на другие. Ганноверу Пруссия уступила восточную Фрисландию, Линген, Гильдесгейм и получила за это в обмен герцогство Лауенбургское, которое, в свою очередь, отдала Дании за шведскую Померанию с островом Рюгеном.

#### Пруссия в 1815—1847 годах

Территория Пруссии по итогам Венского конгресса (1815 год)

Труды четырех комиссий по выработке проекта народного представительства в Пруссии были отвергнуты, и только проект пятой, председателем которой был наследный принц, прошёл. 5 июня 1823 года был обнародован закон, гласивший, что с этого времени в каждой из восьми провинций Пруссии будут созываться собрания земских чинов. Эти собрания имели характер только совещательный, должны были собираться каждые два года, и заседания их были закрытыми. Для обсуждения новых законов и важнейших государственных дел в 1817 году был учрежден государственный совет, в состав которого входили принцы, министры, высшие начальствующие лица. Чтобы положить конец разногласиям между кальвинистами и лютеранами и уничтожить различие в вере, исповедуемой королем и народом, Фридрих-Вильгельм III устроил в 1817 году унию между обеими религиями. Таможенный союз, инициатива которого принадлежала Пруссии, немало содействовал увеличению престижа ее в Германии.
Со вступлением на престол Фридриха-Вильгельма IV в 1840 году в Пруссии вновь ожили надежды на введение конституционного образа правления, но когда слова, сказанные им в Кенигсберге во время коронации, в сентябре 1840 года, были истолкованы в этом смысле, он немедленно открыто опровергнул ходившие слухи. В 1841 году король решил устроить для обсуждения финансовых вопросов особые комиссии из представителей провинциальных ландтагов. Открывая в 1842 году такую соединенную комиссию (vereinigter Ausschuss), король подчеркнул в своей речи, что члены ее должны смотреть на себя не как на выразителей общественного мнения, а как на представителей прав приславших их чинов и, в то же время, как на советников короля. Тем неожиданнее было для всех появление 3 февраля 1847 году королевского патента, объявлявшего, что впредь при необходимости будет созываться Объединённый ландтаг для решения вопросов о налогах и с правом членам его подавать петиции по делам, касающимся интересов всего государства. Заседания Объединённого ландтага открылись речью короля, сказавшего, что никакая сила на земле не заставит его изменить свои отношения к народу на условные, конституционные. Сильная оппозиция правительственным предложениям и отклонение петиций ландтага привели к тому, что он разошелся без всякого результата. Избранной ландтагом соединенной комиссии, собравшейся 17 января 1848 году для обсуждения уголовного уложения, было объявлено, для успокоения общественного мнения, при закрытии ее заседаний 7 марта, что соединенный ландтаг будет впредь созываться каждые четыре года.

#### Революция 1848—1849 годов и установление конституционной монархии

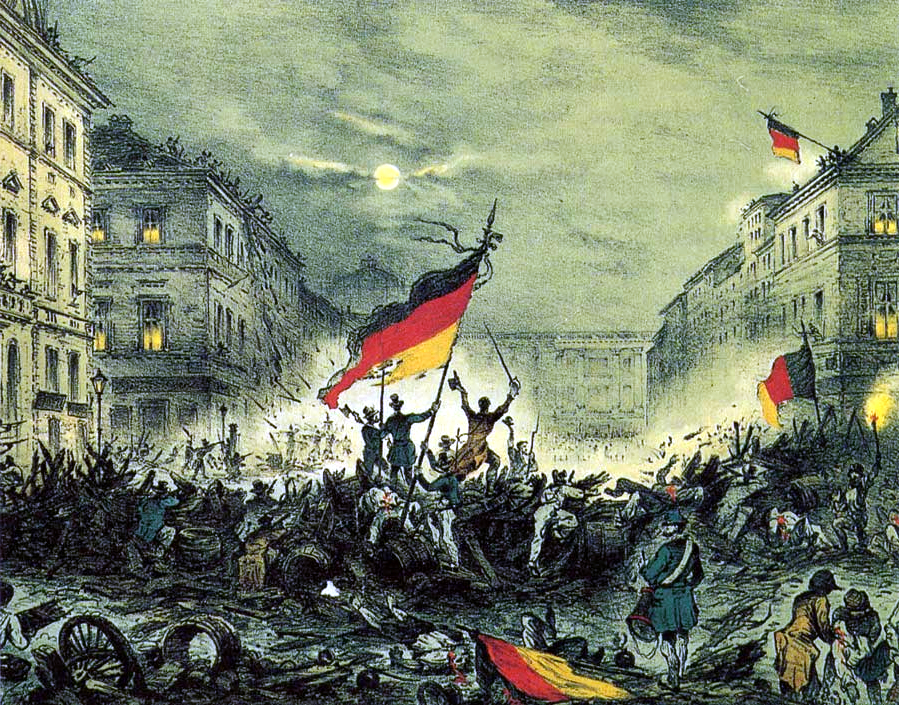
На берлинских баррикадах, март 1848 года

18 марта 1848 года в Берлине начались волнения. На следующий день город успокоился тотчас после того, как король сделал распоряжение, чтобы войска были отведены в казармы. Неизвестно по чьему распоряжению, их вывели даже совсем из Берлина. Новые обещания, данные королем 21 марта относительно введения конституционного устройства в Пруссии, и его заявления в пользу объединения Германии успокоили берлинцев. Созванный королем на 2 апреля соединенный ландтаг подготовил открытие национального собрания (22 мая), которое должно было выработать конституцию для Пруссии. Национальное собрание, находившееся под сильным давлением революционного настроения страны, никак не могло достигнуть выполнения своей задачи. Тогда Фридрих-Вильгельм IV поручил составление нового правительства «энергичному» графу Брандербургу, а заседания собрания были перенесены в город Бранденбург. В Берлине было объявлено осадное положение.
Вскоре бранденбургское национальное собрание было закрыто, и король обнародовал проект конституции, которая должна была быть рассмотрена двумя палатами, созывавшимися 26 февраля 1849 года. Когда уже вторая палата вошла в конфликт с королем, он распустил ее и издал новое распоряжение о способе выборов в депутаты. Вновь избранная палата оказалась вполне покорной. Реакционное направление было в ней очень заметно, и пересмотр конституции состоялся согласно с желаниями Фридриха-Вильгельма IV. Новая конституция была обнародована 31 января 1850 года. В 1854 году первая палата была преобразована в палату господ.
От императорской короны, которая была предложена Фридриху-Вильгельму IV франкфуртским парламентом в 1849 году, он отказался, так как не желал принять ее от революционного собрания. Но мысль взять в свои руки реорганизацию устройства Германии и стать во главе ее сильно увлекала его. Однако, Австрия, подавив у себя революцию, заставила Пруссию в 1850 году отказаться от своих замыслов.
Территория Пруссии несколько увеличилась в 1850 году, благодаря тому, что князья Гогенцоллерн-Гехингена и Гогенцоллерн-Зигмарингена уступили Фридриху-Вильгельму IV свои владения. Кроме того, Фридрих-Вильгельм IV купил у великого герцога Ольденбургского небольшую территорию у Ядебузена, чтобы иметь доступ к Северному морю. В 1855 году там началась постройка военной гавани, получившей при своем открытии в 1869 году название Вильгельмсгафен. Но зато Пруссия лишилась в 1857 году Невшателя.
Вследствие душевной болезни, постигшей Фридриха-Вильгельма IV в 1857 году, его брат, наследный принц Вильгельм, был назначен заместителем короля сроком на три месяца, что повторялось несколько раз, пока 7 октября 1858 году он не был, наконец, назначен регентом. Реакционное правительство Мантейфеля вышло теперь в отставку почти в полном своем составе. Вновь назначенные министры были по большей части лица, относившиеся не враждебно к конституции. Во главе правительства стал принц Карл-Антон Гогенцоллерн-Зигмарингенский. Хотя регент в речи, обращенной к министрам, и сказал, что о разрыве с прошлым не может быть и речи, тем не менее, его первые шаги вызвали ожидания наступления «новой эры». Но вопрос о реорганизации армии, которой занялся регент, и об ассигновании для этой цели денег встретил противодействие ландтага в 1860 году. Впрочем, он вотировал просимую регентом сумму на один год, но с оговоркой, что это делается временно.
Регент, ставший со смертью брата 2 января 1861 году королем, не прекратил, однако, начатого дела, и сформированные им батальоны обратил в полки, которым дал имена и знамёна. После ожесточенных дебатов ландтаг 1861 года вотировал, в качестве экстраординарного расхода, необходимую на войско сумму; но оба ландтага, собранные в 1862 году, в которых на стороне оппозиции было подавляющее большинство, отказали в увеличении сумм на военные потребности, и, таким образом, начался так называемый «конфликт», длившийся четыре года (1862—1866). Король, не видя возможности осуществить свой план создания сильной армии, думал даже об отречении от престола; тогда военный министр Роон посоветовал ему призвать Бисмарка. Бисмарк выразил согласие управлять без большинства в ландтаге и без бюджета. Репрессивные меры, принятия правительством Бисмарка, увеличивали раздражение и содействовали усилению оппозиционной партии в ландтаге.

#### Войны за объединение Германии

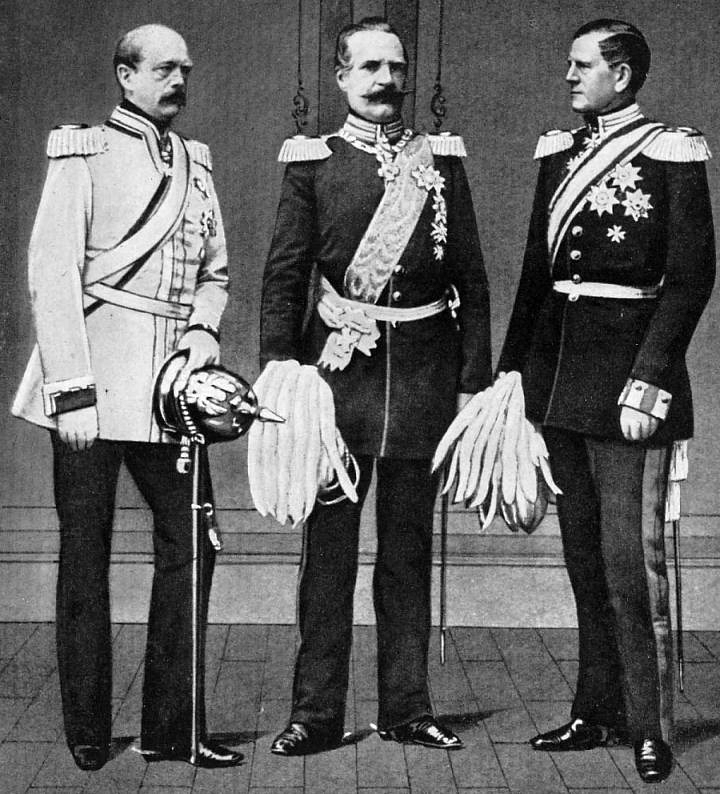
Прусский триумвират 1860-х годов, превративший Германию во второй половине XIX века сначала в региональную, а затем и в мировую великую державу. Слева направо: «железный канцлер» Отто фон Бисмарк; военный министр Пруссии, реформатор армии и его ближайший соратник Альбрехт фон Роон; видный деятель военной науки, бессменный начальник Генерального штаба Хельмут фон Мольтке

В 1848—1850 и 1864 годах Пруссия совместно с Германским союзом вела войну против Дании за обладание герцогствами Шлезвиг и Гольштейн (См. Датско-прусская война 1848—1850, Датская война 1864 года). По итогам второй войны герцогства были объявлены совместными владениями Пруссии и Австрии, стоявшей во главе Германского союза.
Стремление Австрии и Пруссии к объединению всех германских земель под своей эгидой привело к началу в 1866 году Австро-Прусской войны, итогами которой стали аннексия Пруссией территорий Ганновера, Кургессена, Нассау, Шлезвиг-Гольштейна, Франкфурта-на-Майне, достигнутое вследствие этих аннексий территориальное соединение рейнских провинций Пруссии с основной территорией королевства и образование Северогерманского союза, членами которого наряду с Пруссией стали ещё 20 германских государств.
В 1870—1871 годах Пруссия вела войну против Франции, по итогам которой членами Северогерманского союза стали южногерманские государства Баден, Вюртемберг и Бавария, 18 января 1871 года, ещё до окончания войны, Северо-германский союз был переименован в Германскую Империю.
С этой даты начинается история Пруссии в составе единого Германского государства.

#### Пруссия в кайзеровский период

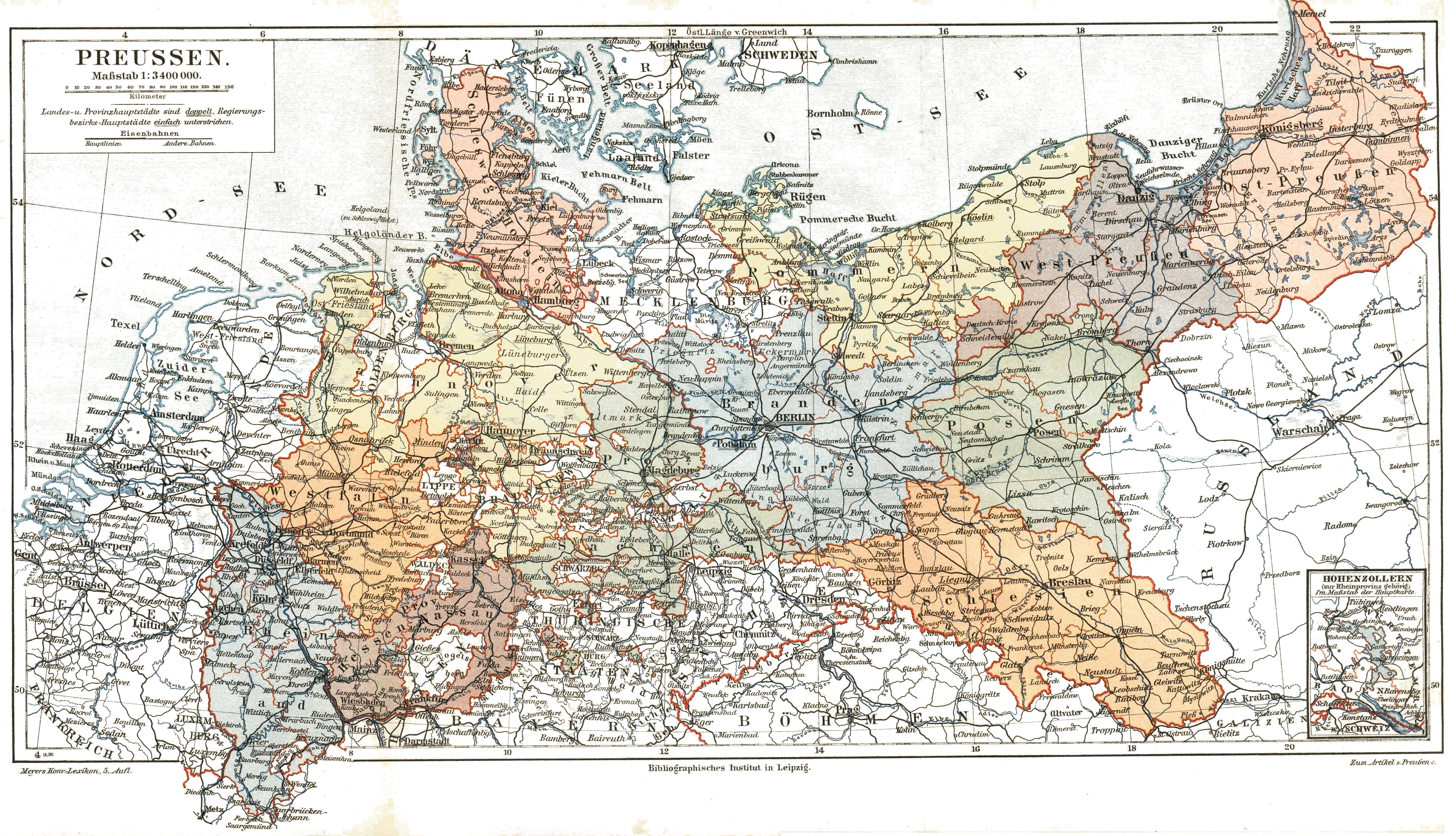
Карта королевства Пруссия (составная часть Германской империи), 1905

Новая империя Бисмарка стала одним из самых могущественных государств из стран континентальной Европы. Пруссия имела три пятых площади империи и две трети её населения. Императорская корона стала наследственной короной династии Гогенцоллернов.
Однако корни будущих проблем находились в глубоких различиях между имперской и прусской системами. Империя имела систему всеобщего и равного избирательного права для всех мужчин старше 25 лет. В то же время Пруссия сохранила систему голосования с ограничительными тремя классами, в которой 17,5 % населения контролировало все сферы жизни. Имперский канцлер был, за исключением двух периодов (январь-ноябрь 1873 и 1892—1894 годов), также премьер-министром Пруссии
На момент создания империи две трети населения Пруссии было сельским. Однако в течение 20 последующих лет положение изменилось и на городские поселения уже приходилось две трети населения. Тем не менее, границы избирательных округов так и не были изменены, чтобы отразить рост населения и влияние городов.
Бисмарк понимал, что остальная часть Европы несколько скептически относится к силе нового Рейха, и обратил своё внимание на сохранение мира вроде Берлинского конгресса.
Вильгельм I умер в 1888 году, и его на троне сменил наследный принц — Фридрих III. Новый император был англофилом и планировал осуществить широкие либеральные реформы. Но он умер через 99 дней с момента своего восхождения на трон. Его наследником стал 29-летний сын, Вильгельм II.
Вильгельм восстал против своих родителей в их либеральных попытках и оставил Пруссию под опекой Бисмарка. Новый кайзер быстро испортил отношения с британской королевской и российской императорской семьями (хотя и был родственно связан с ними), стал их соперником и, наконец, врагом. Вильгельм II отстранил Бисмарка от должности в 1890 году и начал кампанию милитаризации и авантюризма во внешней политике, что в конечном итоге привело Германию к изоляции.
Безоговорочная поддержка Вильгельмом Австро-Венгрии во время июльского кризиса 1914 года привела к Первой мировой войне (1914—1918).

### Пруссия в Веймарский период
4-9 ноября 1918 года королевство охватило антимонархическое восстание, восставшие стали на уровне предприятий формировать рабочие советы. 9 ноября король Пруссии бежал в Нидерланды, где вскоре отрёкся от престола. 14 ноября 1918 года был создан Совет народных уполномоченных. 26 января 1919 года прошли выборы в Учредительное земельное собрание, собравшееся 13 марта, а 30 ноября 1920 года оно приняло новую конституцию земли (согласно принятой в 1919 году конституции Германской Империи её штаты стали называться землями, за Пруссией закрепилось название «Свободное государство Пруссия»), согласно которой статс-министерство несло ответственность перед ландтагом, которым же и формировалось. Согласно новому избирательному закону ландтаг избирался гражданами старше 20 лет независимо от пола, религии и национальности на основе всеобщего, равного и прямого избирательного права при тайном голосовании по пропорциональной системе по многомандатным округам сроком на 4 года. Также конституция предусматривала народную инициативу и референдум. Согласно Версальскому мирному договору завершившим Первую мировую войну и подписанному в 1919 году большая часть провинции Позен и примерно половина провинции Западная Пруссия перешли Польше, Эйпен и Мальмеди — к Бельгии, из части Западной Пруссии было создано ещё одно независимое государство — Вольный город Данциг, находившийся во внешнеполитической и военной унии с Польшей но управлявшийся немецкими партиями, а Мемельланд несколько позднее был передан Литве в качестве автономной области, вопросы местного значения в которой решались немецкими партиями, на основании Силезского плебисцита восточная часть Верхней Силезии перешла к Польше в качестве Силезского автономного воеводства, вопросы местного значения в котором решались местные партиями, согласно Шлезвигскому плебисциту северная часть Шлезвига — к Дании, Саарланд на 15 лет перешёл под управление Лиги Наций.
20 июля 1932 года в Пруссии произошел государственный переворот, в результате которого законное правительство Отто Брауна было заменено на назначаемого Рейхспрезидентом Рейхскомиссара.

### Пруссия в нацистский период
Вскоре после установления в Германии нацистской однопартийной системы летом 1933 года ландтаг был упразднён, несколько ранее была введена должность имперского наместника, которым с 7 апреля 1933 года и до своей смерти 30 апреля 1945 года стал А. Гитлер (ещё 30 января 1933 года рейхскомиссаром Пруссии стал вице-канцлер Адольфа Гитлера Франц фон Папен в сформированном правительстве), а её министром-президентом с 11 апреля 1933 до 23 апреля 1945 года был президент Рейхстага Герман Геринг, ему же 30 января 1935 года было поручено одновременно исполнять свои обязанности рейхсштатгальтера Пруссии, де-юре оставаясь главой прусского государства.

### Ликвидация Пруссии
1 марта 1947 года Контрольным советом официально заявлено о том, что Прусское государство «являлось источником милитаризма и реакции в Германии», и поэтому оно больше не существует.
Восточная Пруссия была разделена между Советским Союзом и Польшей. В состав Советского Союза вместе со столицей Кёнигсбергом (который был переименован в Калининград) вошла одна треть Восточной Пруссии, на территории которой была создана Калининградская область. Небольшая часть, включавшая часть Куршской косы и город Клайпеда (Клайпедский край), была передана Литовской ССР. К Польше отошли Нижняя Силезия, большая часть Померании и другие территории к востоку от линии Одер-Нейсе.
Остальные территории упразднённого Прусского государства вошли в состав других федеральных земель Германии, таких, как Бранденбург, Гессен, Нижняя Саксония, Рейнланд-Пфальц, Северный Рейн-Вестфалия, Саксония-Анхальт, Тюрингия, Шлезвиг-Гольштейн, Мекленбург-Передняя Померания, Баден-Вюртемберг, Саар. В 1990 году самостоятельной землёй Германии стала бывшая столица Пруссии — Берлин.
Таким образом, из 16 земель современной Федеративной Республики Германия 12 полностью или частично расположены на территориях, ранее входивших в состав Пруссии.

## Значение Пруссии
Исторически Пруссия являлась центром и главой земель Германии. С 1871 года, после образования единой Германской империи, стала терять свои позиции в качестве самостоятельного субъекта, поскольку, возглавив объединение страны, стала в обыденном сознании в значительной степени синонимична новому государству.

## География и население Пруссии

Прусская знатная женщина. Реконструкция женского прусского убора (наряда) XIV в. На плечах плат с фибулой, на шее — бусы. Реконструкция по материалам находок в некрополе Альт-Велау, Знаменск, Гвардейский район (художник Игорь Анатольевич Воробьёв)

Территория Пруссии значительно изменялась с течением времени. Так, в XIV веке Пруссия включала в себя территорию нынешнего Варминьско-Мазурского воеводства Польши, Калининградской области и Клайпедского района Литвы.
В начале XX века королевство Пруссия включало в себя «собственно Пруссию» (Восточную и Западную Пруссию), Бранденбург, провинцию Саксония (территория нынешней земли Саксония-Анхальт и часть земли Тюрингия), Померанию, Рейнскую провинцию, Вестфалию, Силезию, Лужицу, Шлезвиг-Гольштейн, Ганновер, Гессен-Нассау и провинцию Гогенцоллерн.
В 1914 году площадь территории Пруссии составляла 354 490 км².
Население Пруссии по годам (1740—1939):
| Год  | Население  | Год  | Население  | Год  | Население  |
| ---- | ---------- | ---- | ---------- | ---- | ---------- |
| 1740 | 2 240 000  | 1840 | 14 929 000 | 1890 | 29 957 000 |
| 1786 | 5 430 000  | 1852 | 16 935 000 | 1900 | 34 473 000 |
| 1800 | 9 700 000  | 1861 | 18 491 000 | 1910 | 40 165 000 |
| 1816 | 10 349 000 | 1864 | 19 255 000 | 1925 | 38 176 000 |
| 1828 | 12 726 000 | 1871 | 24 689 000 | 1933 | 39 934 000 |
| 1834 | 13 510 000 | 1880 | 27 279 000 | 1939 | 41 334 000 |

## Награды Пруссии
Ордена Пруссии:
- Орден Чёрного Орла нем. Hohen Orden vom Schwarzen Adler 18. Januar 1701
- Орден «За заслуги» нем. Orden «Pour le Mérite» 31.05.1740
- Орден «За заслуги в науке и искусстве» (Пруссия) нем. Orden «Pour le Mérite» für Wissenschaft und Künste
- Орден Красного орла нем. Roter Adlerorden
- Орден Лебедя нем. Schwanenorden
- Орден Короны нем. Kronen-Orden
- Королевский орден дома Гогенцоллерн нем. Königlicher Hausorden von Hohenzollern 18 января 1851 года
- Королевский прусский орден Святого Иоанна нем. Königlich Preußischer St Johanniterorden
- Княжеский орден дома Гогенцоллерн нем.  Hausorden von Hohenzollern
- Орден Луизы нем. Luisenorden
- Железный крест (орден) нем. Eisernes Kreuz